# Ilione lineata
Ilione lineata – gatunek muchówki z rodziny smętkowatych.
Gatunek ten opisany został w 1820 roku przez Carla Fredrika Falléna jako Tetanocera lineata.
Muchówka o ciele długości od 4,8 do 7,8 mm, o podstawowym ubarwieniu żółtawobrązowym. Jedwabiście czarne są: kropka na potylicy, kropki u nasady przednich szczecinek orbitalnych oraz prawie trójkątne plamki przy krawędzi oczu na wysokości czułków. Długie czułki mają białawo owłosione aristy. Na śródpleczu występują podłużne, brązowe pasy: dwa przez środek i dwa po bokach, a przestrzenie między środkowi i bocznymi są niebieskawoszare z białawym opyleniem. Przedpiersie jest owłosione. W chetotaksji tułowia zaznaczają się słabe przedszwowe szczecinki środkowe grzbietu oraz 1–2 dobrze rozwinięte szczecinki podskrzydłowe. Skrzydła mają od 4,2 do 6,4 mm długości i zredukowane kropki: co najwyżej występuje jedna na żyłce medialnej i przyciemnione żyłki poprzeczne. Często natomiast obecne są na skrzydle podłużne, ciemne pasy między żyłkami. Odnóża są żółte z przyciemnionymi końcówkami stóp. Dolne powierzchnie ud tylnej pary tylko u samców zaopatrzone są w szczecinki. Samce charakteryzuje aparat kopulacyjny o nabrzmiałych i wydłużonych przysadkach odwłokowych.
Owady dorosłe spotyka się na bagnach i w lasach, zwłaszcza w rejonach o kwaśnej glebie. W środkowej Europie są aktywne od maja lub czerwca do października. Larwy żyją pod wodą, początkowo jako pasożyty, a potem drapieżniki. Ich ofiarami padają małże z rodziny kulkówkowatych, a każda larwa w ciągu rozwoju zabija ich 20–30 sztuk. Poczwarki formowane są na powierzchni wody. Najprawdopodobniej owad ten wyprowadza jedno pokolenie w roku.
Owad znany z prawie całej Europy, w tym Polski. Niepodawany z Bałkanów. Na wschód Palearktyki sięga do Kazachstanu i Bajkału.